# Badajozi repülőtér
A Badajozi repülőtér (IATA: BJZ, ICAO: LEBZ) Spanyolország egyik belföldi repülőtere, amely Badajoz közelében található. Éves utasforgalma 65 564 fő (2022).

## Futópályák
A repülőtér futópályái:
- 13/31 (2852 m, 60 m, aszfalt)

## Forgalom
Az utasforgalom az elmúlt években az alábbi módon változott:
| Utasok száma | 66 522 | 72 966 | 91 585 | 75 351 | 56 981 | 39 600 | 32 963 | 52 071 | 29 988 | 65 564 |
|              | 2003   | 2005   | 2007   | 2009   | 2011   | 2014   | 2016   | 2018   | 2020   | 2022   |

## Légitársaságok és úticélok
| Légitársaság    | Célállomások                                           |
| --------------- | ------------------------------------------------------ |
| Iberia Regional | Barcelona, Madrid Szezonális: Tenerife–North, Valencia |